# 巴列德阿琼多
巴列德阿琼多（西班牙語：Valle de Achondo）是西班牙巴斯克自治区比斯开省的一个市镇。总面积23平方公里，总人口1427人（2001年），人口密度62人/平方公里。